# Cihan Kaptan
Cihan Kaan Kaptan (Wuppertal, 4 marzo 1989) è un ex calciatore tedesco, di ruolo difensore.